# جورج لوغان
جورج لوغان (بالإنجليزية: George Logan)‏ هو فلاح وطبيب ودبلوماسي وسياسي أمريكي، ولد في 9 سبتمبر 1753 في الولايات المتحدة، وتوفي في 9 أبريل 1821 في نفس البلد. حزبياً، نشط في الحزب الجمهوري الديمقراطي. وقد انتخب عضو مجلس نواب بنسيلفانيا وانتخب عضو مجلس الشيوخ الأمريكي.